# Johann Lucas Thering
Johann Lucas Thering (* 1691 in Berlin; † 12. August 1751 in Frankfurt an der Oder) war ein deutscher Advokat beim Königlichen Ober-Appellationshof und Kammergericht in Berlin sowie später Königlich Preußischer Hof- und Baurat sowie Oberbürgermeister von Frankfurt an der Oder.

## Familie
Thering war der jüngste Sohn des protestantischen Theologen, Archidiakons von St. Petri und Stadtsuperintendenten in Berlin Lucas Heinrich Thering (1648–1722) und seiner Ehefrau Regina Agatha Schönebeck (1648–1713), der Tochter des Bürgermeisters in Stendal Benedikt Schönebeck.
Er war verheiratet mit Anna Maria Westerfeld, der Tochter der Anna Margarethe Wertpfuhl, „vormahls verehelichte Westerfeldin“. Deren Mutter hatte nach dem Tode des Ehemannes Westerfeld den Bürgermeister von Frankfurt an der Oder, Vorsteher des Hospitals St. Jacob und Apotheker Gottlieb Christoph Dieterich geheiratet. Sie verstarb am 21. September 1732. Die Ehe wurde am 16. Januar 1720 in Frankfurt an der Oder geschlossen. Aus der Ehe sind vier Söhne und vier Töchter hervorgegangen, von der beim Tode der Mutter im Jahre 1732 nur noch die Tochter Maria Louise Margarethe Thering, geb. am 28. April 1723 lebte. Sie war verheiratet mit dem späteren Oberbürgermeister der Stadt Frankfurt an der Oder und Bau- und Hofrat Johann Samuel Ungnad (1710–1779), der nach dem Tode von Thering das Amt des Oberbürgermeisters übernahm.

## Werdegang
Thering studierte Rechtswissenschaft und veröffentlichte schon als Student (LLstud) folgende Gratulationsschriften zum Geburtstag des Königs Friedrich I.
- Allerunterthänigste Adresse An Seine Königl. Majestät Friderich dem Ersten, König in Preussen, … Als Selbige Dero Gebuhrts-Fest, Den 20. Julii 1712. … begingen. Bey Einer Latinisch in Franckfurt an der Oder gehaltenen … Gratulation. Schlechtiger, Berlin 1712
- Annuente. Deo. Opt. Max. Serenissimo. … Domino. Friderico. I. Regi. Borussiae. … De. Die. Natali. … D. XX. Iul. Hor. X. Matut. … Gratulabitur. … Joannes. Lucas. Thering. Berol. March. Ad. Quem. Benevole. Audiendum. … Cives. … Invitat. Nicolaus. Westerman. Schwartz, Frankfurt/Oder 1712
- Oratio Panegyrica Qua Serenissimo Et Potentissimo Principi Ac Domino, Domino Friderico I. Regi Borussiae, … De Die Natali Quinquagesimo Sexto D. XX. Iulii Anni MDCCXII. … Gratulatus Est. Schwartz, Frankfurt/Oder 1712.

## Tätigkeit in Berlin
Als sein Vater Lucas Heinrich Thering im Jahre 1722 verstarb, veröffentlichte Thering als Sohn folgende Trauerschrift:
- Kindliche Thränen, Welche Bey dem Grabe Seines hertzlich-geliebten Vaters Des … Herrn Lucas Heinrich Therings, Hochverdienten Senioris des sämmtlichen Berlinischen Ministerii und Archi-Diaconi der Kirche zu St. Petri allhier, Als derselbe Im 75. Jahre seines Alters und im 50. Jahre seines Predigt-Amtes, Den II. Martii 1722 … sanfft und seelig in den Herrn entschlaffen war, In grössester Betrübniß vergossen. Schlechtiger, Berlin 1722.

Zu dieser Zeit war er Advokat beim königlichen Ober-Appellations-Hof- und Cammergericht, wie auch Advokat für die Soldaten.
Offensichtlich wurde er noch während seiner Tätigkeit in Berlin zum Königlich Preußischen Hof- und Baurat ernannt. Darüber ist aber nichts näheres bekannt.

## Tätigkeit in Frankfurt/Oder

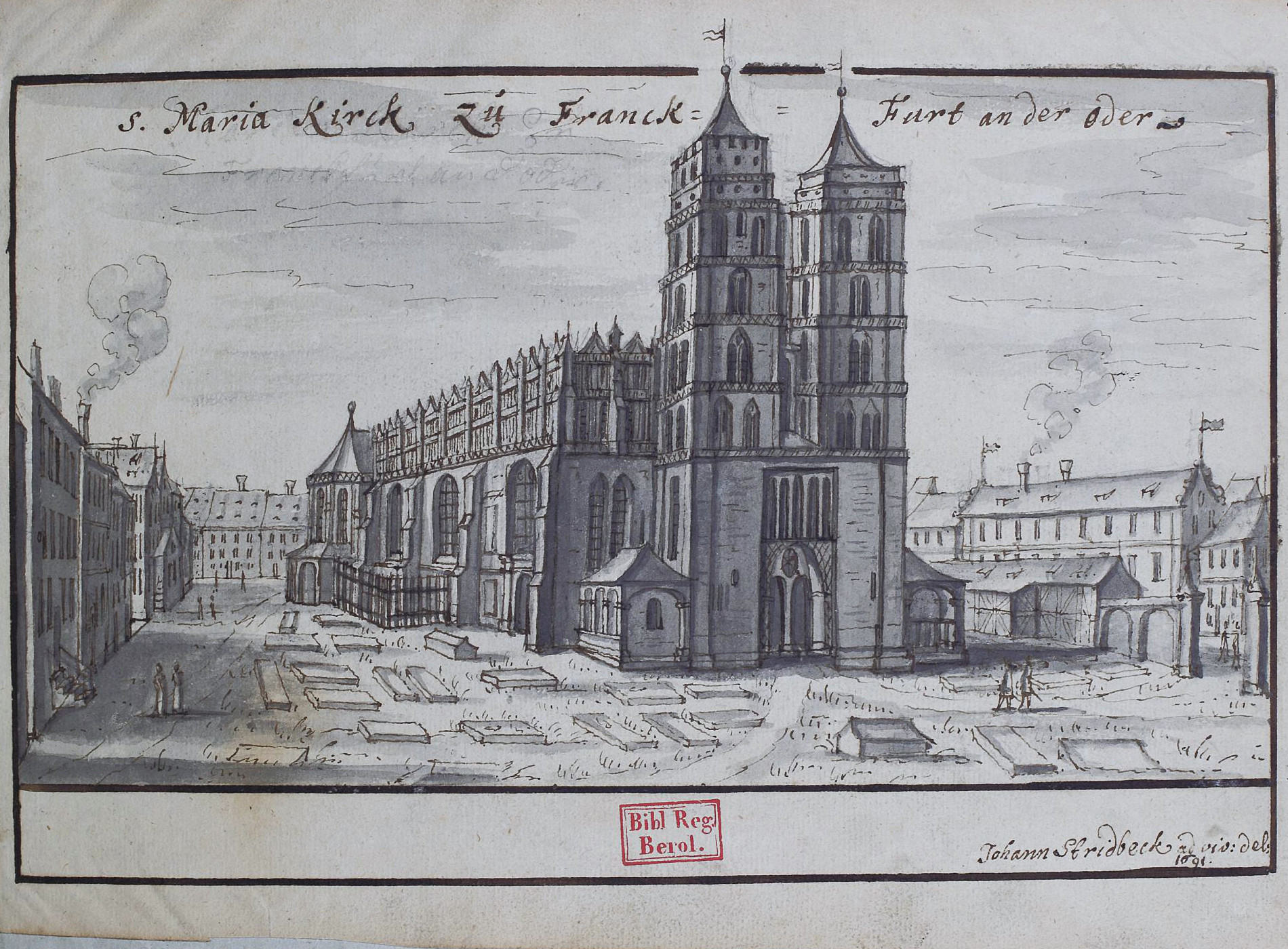
S. Maria Kirch zu Franck - Furt an der Oder. Federzeichnung von Johann Stridbeck der Jüngere, 1690

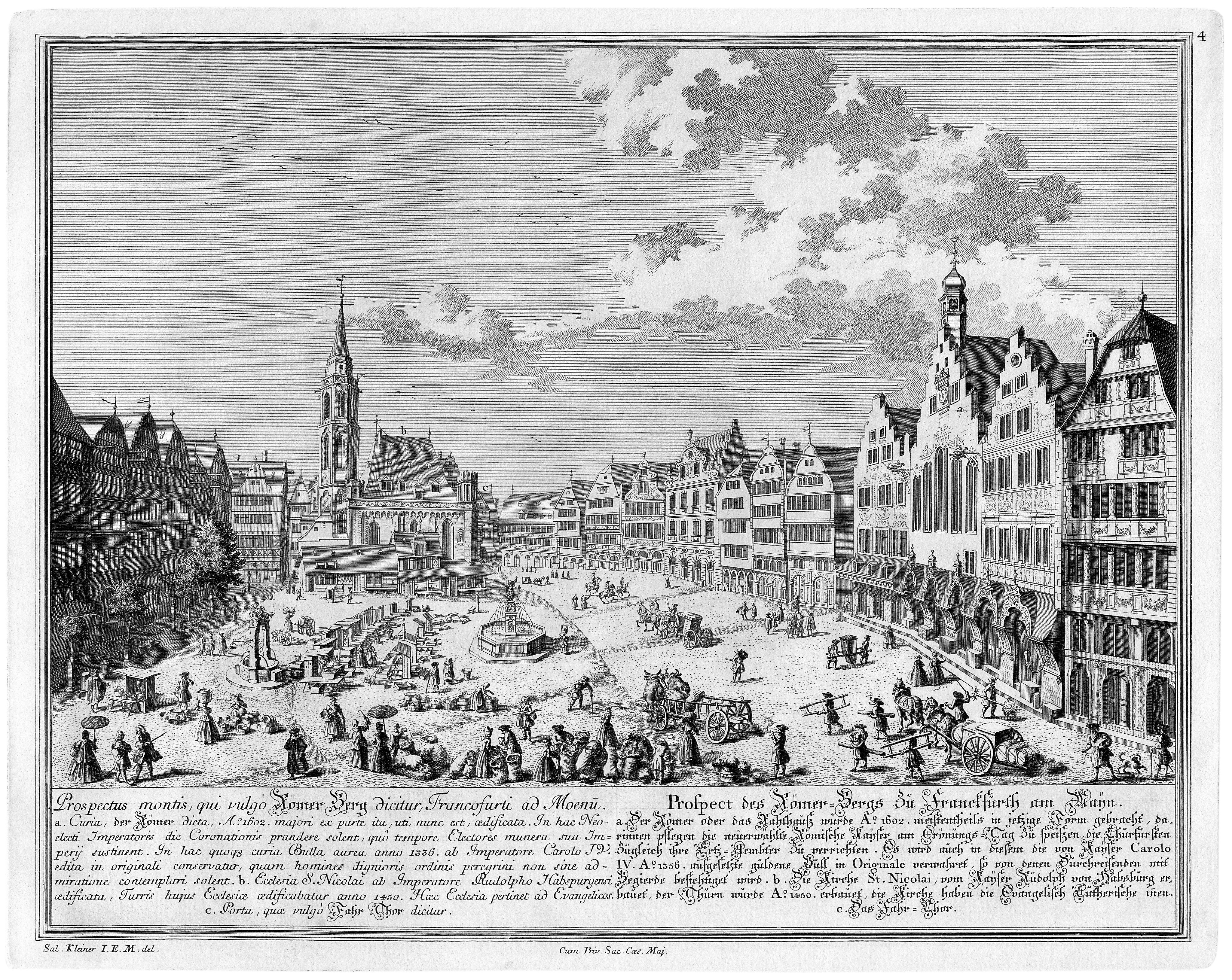
Römerberg und Nikolaikirche kurz nach der Restauration, 1728
(Kupferstich von Georg Daniel Heumann nach Zeichnung von Salomon Kleiner)

Zu Michaelis (am 29. September) 1727 wurde er zum ersten Bürgermeister auf Lebenszeit bestellt und durch den preußischen Soldatenkönig Friedrich Wilhelm I. bestätigt.
Am 18. August 1728 befahl der König, dass nicht nur die Häuser in der Stadt Frankfurt an der Oder gelb und weiß abgeputzt, sondern auch die Kirchhöfe bei St. Marien und St. Nikolai in der Stadt gepflastert und außerhalb derselben neue angelegt werden sollten. Trotz der ehrfurchtsvollen Vorstellungen des Rates setzte sich der König durch. Der zweite Bürgermeister Genge ging der Bürgerschaft mit einem guten Beispiele voraus und stellte Pferde für diese Maßnahme zur Verfügung, während der erste Bürgermeister Hofrat Thering, der keine Pferde hatte, die Fuhren bezahlte.
1732 wurden auf Befehl der Kurmärkischen Kriegs- und Domänenkammer zur Verbesserung der Akziseeinnahmen nach dem Vorbild der Berliner Zollmauer die Vorstädte mit Graben und Palisaden eingeschlossen.
1734 sorgte Thering für die Beleuchtung der Stadt mit Öllateren und entwarf einen Plan für die Aufnahme der Salzburger Emigranten, die als protestantische Glaubensflüchtlinge aus dem Fürsterzbistum Salzburg aufgrund eines Ausweisungserlasses von 1731 ihre Heimat verlassen mussten und von denen 20.000 in Preußen aufgenommen wurden.
Um 1749 wurden durch den Oberbürgermeister Thering drei Unternehmungen zur Verbesserung der Einkünfte des von ihm begründeten lutherischen Waisenhauses gegründet. Wenig ist bekannt von der wohl bald wieder eingegangenen Lederfabrik und der Seidenfabrik, zu deren Betrieb überall in der Stadt, selbst auf den Wällen und im Stadtgraben Maulbeerbäume gepflanzt wurden. Zu diesen Unternehmen gehören auch die Wachsbleiche/Wachswaren- und Kunstwabenfabrik von Harttung & Söhne. Dies war das älteste Frankfurter industrielle Unternehmen, gegründet im Jahre 1749 durch den damaligen Oberbürgermeister Thering.

## Hinweise
In der Bibliothek des Stadtarchivs der Stadt Frankfurt an der Oder befinden sich noch folgende Quellen, die nur teilweise ausgewertet wurden:
- Johann Lukas Thering, Kgl. Preuß. Hof- und Baurat, Oberbürgermeister der Stadt Frankfurt a. d. O., † 12. Aug. 1751, zum Gedächtnis. 1712 - 51. IV: 0233
- Frau Maria Luisa Margarete Ungnad geb. Thering, † 7. Apr. 1744, zum Gedächtnis. 1744. IV: 0234